# Wormaldia hemsinensis
Wormaldia hemsinensis är en nattsländeart som beskrevs av Füsun Sipahiler 1987. Wormaldia hemsinensis ingår i släktet Wormaldia och familjen stengömmenattsländor. Inga underarter finns listade i Catalogue of Life.